# Lista de episódios de The New Adventures of Old Christine
Esta é uma lista de episódios da sitcom da CBS The New Adventures of Old Christine. A série estreou em 13 de março de 2006, nos Estados Unidos, pela CBS. Foram produzidas cinco temporadas, de 2006 a 2010. O episódio final foi exibido, nos Estados Unidos, no dia 12 de maio de 2010.

## Resumo da série
| Temporada | Temporada | Episódios | Temporada da Televisão | Exibição Original      | Exibição Original   |
| Temporada | Temporada | Episódios | Temporada da Televisão | Season premiere        | Season finale       |
| --------- | --------- | --------- | ---------------------- | ---------------------- | ------------------- |
|           | 1         | 13        | 2006                   | 13 de Março de 2006    | 22 de Maio de 2006  |
|           | 2         | 22        | 2006 - 2007            | 18 de Setembro de 2006 | 7 de Maio de 2007   |
|           | 3         | 10        | 2008                   | 4 de Fevereiro de 2008 | 31 de Março de 2008 |
|           | 4         | 22        | 2008 - 2009            | 24 de Setembro de 2008 | 20 de Maio de 2009  |
|           | 5         | 21        | 2009 - 2010            | 23 de Setembro de 2009 | 12 de Maio de 2010  |

## Episódios

### 1ª temporada: 2006
- Elenco Principal:
- Julia Louis-Dreyfus, Clark Gregg, Hamish Linklater e Trevor Gagnon estão presentes em todos os episódios
- Emily Rutherfurd está ausente por três episódios (06, 08 e 10)
- Tricia O'Kelley e Alex Kapp Horner estão ausentes por seis episódios (03, 04, 05, 07, 10 e 11)
- Elenco Recorrente:
- Wanda Sykes participa em três episódios (03, 06 e 10)
- Matt Letscher participa em quatro episódios (03, 04, 05 e 13)

| Nº # | Nº # | Título                                                                                     | Escrito Por                                                  | Exibição Original   |
| ---- | ---- | ------------------------------------------------------------------------------------------ | ------------------------------------------------------------ | ------------------- |
| 1    | 1    | "Pilot / Piloto"                                                                           | Kari Lizer                                                   | 13 de março de 2006 |
| 2    | 2    | "Supertramp / Necessidade"                                                                 | Teleplay: Jeff Astrof Story: Kari Lizer                      | 13 de março de 2006 |
| 3    | 3    | "Open Water / Mar Aberto"                                                                  | Adam Barr                                                    | 20 de março de 2006 |
| 4    | 4    | "One Toe Over the Line, Sweet Jesus / Se Passar dos Limites"                               | Adam Barr                                                    | 27 de março de 2006 |
| 5    | 5    | "I'll Show You Mine / Eu Mostro o Meu"                                                     | Steve Baldikoski & Bryan Behar                               | 3 de abril de 2006  |
| 6    | 6    | "The Other F Word / A Outra Palavra"                                                       | Jeff Astrof                                                  | 10 de abril de 2006 |
| 7    | 7    | "Long Days Journey Into Stan / Longa Jornada Até Stan"                                     | Danielle Evenson                                             | 17 de abril de 2006 |
| 8    | 8    | "Teach Your Children Well / Ensine Bem as Crianças"                                        | Katie Palmer                                                 | 24 de abril de 2006 |
| 9    | 9    | "Ritchie Has Two Mommies / Ritchie Tem Duas Mães"                                          | Kari Lizer                                                   | 1 de maio de 2006   |
| 10   | 10   | "No Fault Divorce / Divórcio Sem Culpa"                                                    | Jeff Astrof & Adam Barr and Kari Lizer                       | 8 de maio de 2006   |
| 11   | 11   | "Exile on Lame Street / Noite do Rock"                                                     | Teleplay: Steve Baldikoski & Bryan Behar Story: Katie Palmer | 15 de maio de 2006  |
| 12   | 12   | "Some of my Best Friends Are Portuguese / Alguns dos Meus Melhores Amigos São Portugueses" | Teleplay: Steve Baldikoski & Bryan Behar Story: Katie Palmer | 22 de maio de 2006  |
| 13   | 13   | "A Fair to Remember (1) / Pra Ser Lembrado"                                                | Adam Barr & Kari Lizer                                       | 22 de maio de 2006  |

### 2ª temporada: 2006–2007
- Elenco Principal:
- Julia Louis-Dreyfus, Clark Gregg, Hamish Linklater e Trevor Gagnon estão presentes em todos os episódios
- Emily Rutherfurd está ausente por nove episódios (01, 05, 07, 12, 13, 17, 18, 19 e 21)
- Tricia O'Kelley e Alex Kapp Horner estão ausentes por dez episódios (02, 04, 05, 08, 10, 13, 14, 15, 16 e 20)
- Elenco Recorrente:
- Wanda Sykes participa em onze episódios (02, 05, 07, 08, 10, 15, 17, 18, 20, 21 e 22)
- Blair Underwood participa em cinco episódios (01, 07, 12, 18 e 22)

| Nº # | Nº # | Título                                                 | Escrito Por                                                               | Exibição Original      |
| ---- | ---- | ------------------------------------------------------ | ------------------------------------------------------------------------- | ---------------------- |
| 14   | 1    | "The Passion Of Christine (2) / A Paixão de Christine" | Kari Lizer                                                                | 18 de setembro de 2006 |
| 15   | 2    | "The Answer is Maybe (1) / A Resposta é Talvez"        | Adam Barr                                                                 | 25 de setembro de 2006 |
| 16   | 3    | "Come to Papa Jeff (2) / Vem Pro Papa Jeff"            | Jeff Astrof                                                               | 2 de outubro de 2006   |
| 17   | 4    | "Oh God, Yes / Ah, Deus, Sim..."                       | Jennifer Crittenden                                                       | 9 de outubro de 2006   |
| 18   | 5    | "Separation Anxiety / Ansiedade de Separação"          | Danielle Evenson                                                          | 16 de outubro de 2006  |
| 19   | 6    | "The Champ / O Campeão"                                | Kari Lizer & Adam Barr                                                    | 23 de outubro de 2006  |
| 20   | 7    | "Playdate with Destiny / Encontro Com o Destino"       | Jennifer Crittenden                                                       | 6 de novembro de 2006  |
| 21   | 8    | "Women 'N Tuition / Condição Feminina"                 | Jeff Astrof                                                               | 13 de novembro de 2006 |
| 22   | 9    | "Mission: Impossible / Missão Impossível"              | Jonathan Goldstein                                                        | 20 de novembro de 2006 |
| 23   | 10   | "What About Barb? / E a Barb?"                         | Teleplay: Steve Baldikoski & Bryan Behar Story: Katie Palmer & Kari Lizer | 27 de novembro de 2006 |
| 24   | 11   | "Crash / Batida"                                       | Adam Barr                                                                 | 11 de dezembro de 2006 |
| 25   | 12   | "Ritchie Scores / E Ritchie Marca..."                  | Frank Pines                                                               | 8 de janeiro de 2007   |
| 26   | 13   | "Endless Shrimp, Endless Night / Noite Sem Fim"        | Katie Palmer                                                              | 15 de janeiro de 2007  |
| 27   | 14   | "Let Him Eat Cake / Deixa Ele Comer Bolo"              | Jonathan Goldstein                                                        | 22 de janeiro de 2007  |
| 28   | 15   | "Sleepless in Mar Vista / Insônia"                     | Teleplay: Danielle Evenson Story: Allan Rice                              | 12 de março de 2007    |
| 29   | 16   | "Undercover Brother / Irmão Disfarçado"                | Katie Palmer                                                              | 12 de março de 2007    |
| 30   | 17   | "Strange Bedfellows / Estranhos na Mesma Cama"         | Kari Lizer                                                                | 19 de março de 2007    |
| 31   | 18   | "The Real Thing / Verdade"                             | Teleplay: Jeff Astrof & Danielle Evenson Story: Charles Zucker            | 9 de abril de 2007     |
| 32   | 19   | "Faith Off / Fé"                                       | Adam Barr                                                                 | 16 de abril de 2007    |
| 33   | 20   | "My Big Fat Sober Wedding / Sóbria no Casamento"       | Jonathan Goldstein & Katie Palmer                                         | 23 de abril de 2007    |
| 34   | 21   | "Friends (1) / Amigos"                                 | Jennifer Crittenden & Kari Lizer                                          | 30 de abril de 2007    |
| 35   | 22   | "Frasier (2) / Susto"                                  | Jeff Astrof & Adam Barr                                                   | 7 de maio de 2007      |

### 3ª temporada: 2008
- Elenco Principal:
- Julia Louis-Dreyfus, Clark Gregg e Hamish Linklater estão presentes em todos os episódios
- Trevor Gagnon está ausente por três episódios (02, 08 e 09)
- Emily Rutherfurd está ausente por quatro episódios (01, 03, 05 e 08)
- Tricia O'Kelley e Alex Kapp Horner estão ausentes por cinco episódios (02, 04, 07, 08 e 09)
- Wanda Sykes está ausente por três episódios (02, 03 e 06)
- Elenco Recorrente:
- Blair Underwood participa em três episódios (01, 02 e 04)

| Nº # | Nº # | Título                                                                        | Escrito Por                                           | Exibição Original       |
| ---- | ---- | ----------------------------------------------------------------------------- | ----------------------------------------------------- | ----------------------- |
| 36   | 1    | "The Big Bang / O Big Bang"                                                   | Kari Lizer & Jeff Astrof                              | 4 de fevereiro de 2008  |
| 37   | 2    | "Beauty is Only Spanx Deep / Beleza é Superficial"                            | Kari Lizer                                            | 11 de fevereiro de 2008 |
| 38   | 3    | "Popular / Popular"                                                           | Jennifer Crittenden                                   | 18 de fevereiro de 2008 |
| 39   | 4    | "Traffic / Trânsito"                                                          | Jeff Astrof                                           | 25 de fevereiro de 2008 |
| 40   | 5    | "Between a Rock and a Hard Place / Entre a Cruz e a Caldeirinha"              | Aaron Shure                                           | 3 de março de 2008      |
| 41   | 6    | "The New Adventures of Old Christine / As Novas Aventuras da Velha Christine" | Frank Pines                                           | 10 de março de 2008     |
| 42   | 7    | "House / Casa"                                                                | Katie Palmer                                          | 10 de março de 2008     |
| 43   | 8    | "Burning Down the House (1) / Pondo Fogo na Casa"                             | Aaron Shure                                           | 17 de março de 2008     |
| 44   | 9    | "The Happy Couple (2) / Casal Feliz"                                          | Jennifer Crittenden                                   | 24 de março de 2008     |
| 45   | 10   | "One and a Half Men / Um Homem e Meio"                                        | Teleplay: Lew Schneider Story: Allan Rice & Amy Iglow | 31 de março de 2008     |

### 4ª temporada: 2008–2009
- Elenco Principal:
- Julia Louis-Dreyfus, Clark Gregg e Hamish Linklater estão presentes em todos os episódios
- Trevor Gagnon está ausente por dez episódios (02, 03, 06, 07, 09, 11, 12, 13, 14 e 21)
- Emily Rutherfurd está ausente por dez episódios (02, 03, 04, 06, 12, 15, 16, 18, 19 e 20)
- Tricia O'Kelley e Alex Kapp Horner estão ausentes por onze episódios (02, 04, 06, 07, 10, 11, 14, 15, 16, 21 e 22)
- Wanda Sykes está ausente por cinco episódios (02, 05, 08, 18 e 19)
- Elenco Recorrente:
- Michaela Watkins participa em cinco episódios (02, 04, 09, 10 e 15)

| Nº # | Nº # | Título                                                                                              | Escrito Por                           | Exibição Original       |
| ---- | ---- | --------------------------------------------------------------------------------------------------- | ------------------------------------- | ----------------------- |
| 46   | 1    | "A Decent Proposal / Proposta Decente"                                                              | Kari Lizer & Jeff Astrof              | 24 de setembro de 2008  |
| 47   | 2    | "How I Hate Your Mother / Como Odeio a Sua Mãe"                                                     | Katie Palmer                          | 1 de outubro de 2008    |
| 48   | 3    | "White Like Me / Brancas Como Eu"                                                                   | Lew Schneider                         | 8 de outubro de 2008    |
| 49   | 4    | "Snakes on a Date / Encontro de Cobras"                                                             | Lew Schneider                         | 15 de outubro de 2008   |
| 50   | 5    | "Everyone Says I Love You Except Ritchie / Todo Mundo Diz Eu Te Amo, Menos o Ritchie"               | Jackie Filgo & Jeff Filgo             | 22 de outubro de 2008   |
| 51   | 6    | "Tie Me Up, Don't Tie Me Down / Não Me Solta Mais"                                                  | Sherry Bilsing-Graham & Ellen Kreamer | 29 de outubro de 2008   |
| 52   | 7    | "So You Think You Can Date / Acha Que Podemos Namorar"                                              | Sherry Bilsing-Graham & Ellen Kreamer | 5 de novembro de 2008   |
| 53   | 8    | "Self-Esteem Tempura / Tempura de Auto-Estima"                                                      | Jeff Astrof                           | 12 de novembro de 2008  |
| 54   | 9    | "Rage Against the Christine / Concorrendo Com Christine"                                            | Kari Lizer & Jeff Astrof              | 19 de novembro de 2008  |
| 55   | 10   | "Guess Who's Not Coming to Dinner / Adivinhe Quem Não Vem Para Jantar"                              | Lew Schneider & Katie Palmer          | 26 de novembro de 2008  |
| 56   | 11   | "Unidentified Funk (1) / Medo Não Identificado"                                                     | Frank Pines                           | 10 de dezembro de 2008  |
| 57   | 12   | "Happy Endings (2) / Finais Felizes"                                                                | Jackie Filgo & Jeff Filgo             | 17 de dezembro de 2008  |
| 58   | 13   | "Notes on a 7th Grade Scandal / Escândalo no 7º Ano"                                                | Allan Rice                            | 14 de janeiro de 2009   |
| 59   | 14   | "What Happens in Vegas is Disgusting in Vegas / O Que Acontece em Las Vegas é Nojento em Las Vegas" | Sherry Bilsing-Graham & Ellen Kreamer | 21 de janeiro de 2009   |
| 60   | 15   | "Reckless Abandonment / Abandono"                                                                   | Jeff Astrof                           | 11 de fevereiro de 2009 |
| 61   | 16   | "Honey, I Ran Over the Kid / Querido, Atropelei a Criança"                                          | Sherry Bilsing-Graham & Ellen Plummer | 18 de fevereiro de 2009 |
| 62   | 17   | "Too Close for Christine / Perto Demais Para Christine"                                             | Amy Iglow                             | 11 de março de 2009     |
| 63   | 18   | "A Change in Heart/Pants / Mudando de Ideia e de Calças"                                            | Lew Schneider & Frank Pines           | 18 de março de 2009     |
| 64   | 19   | "Hair / Cabelo"                                                                                     | Matt Goldman                          | 8 de abril de 2009      |
| 65   | 20   | "He Ain't Heavy / Ele Não é Pesado"                                                                 | Sherry Bilsing-Graham                 | 6 de maio de 2009       |
| 66   | 21   | "The Old Maid of Honor / A Velha Dama de Honra"                                                     | Kari Lizer & Jeff Astrof              | 13 de maio de 2009      |
| 67   | 22   | "Love: A Cautionary Tale (1) / Amor: Um Conto de Fundo Moral"                                       | Jeff Astrof & Kari Lizer              | 20 de maio de 2009      |

### 5ª temporada: 2009–2010
- Elenco Principal:
- Julia Louis-Dreyfus, Clark Gregg e Hamish Linklater estão presentes em todos os episódios
- Trevor Gagnon está ausente por nove episódios (02, 04, 05, 10, 13, 18, 19, 20 e 21)
- Emily Rutherfurd está ausente por dez episódios (04, 06, 07, 10, 12, 13, 15, 16, 19 e 21)
- Tricia O'Kelley e Alex Kapp Horner estão ausentes por onze episódios (01, 02, 03, 05, 07, 08, 11, 13, 14, 19 e 20)
- Wanda Sykes está ausente por cinco episódios (05, 08, 11, 12 e 19)
- Elenco Recorrente:
- Eric McCormack participa em seis episódios (05, 07, 12, 13, 19 e 21)

| Nº # | Nº # | Título                                                                                             | Escrito Por                           | Exibição Original       |
| ---- | ---- | -------------------------------------------------------------------------------------------------- | ------------------------------------- | ----------------------- |
| 68   | 1    | "Bahamian Rhapsody (2) / Rapsódia das Bahamas"                                                     | Kari Lizer & Jeff Astrof              | 23 de setembro de 2009  |
| 69   | 2    | "Burning Love / Amor Ardente"                                                                      | Sherry Bilsing-Graham & Ellen Kreamer | 30 de setembro de 2009  |
| 70   | 3    | "The Mole / A Pinta"                                                                               | Jack Burditt                          | 7 de outubro de 2009    |
| 71   | 4    | "For Love or Money / Por Amor ou Por Dinheiro"                                                     | Allan Rice                            | 14 de outubro de 2009   |
| 72   | 5    | "Doctor Little Man / Doutor Mocinho"                                                               | Frank Pines                           | 21 de outubro de 2009   |
| 73   | 6    | "The Curious Case of Britney B. / O Curioso Caso de Britney B."                                    | Matt Goldman                          | 4 de novembro de 2009   |
| 74   | 7    | "Nuts / Doida"                                                                                     | Amy Iglow                             | 11 de novembro de 2009  |
| 75   | 8    | "Love Means Never Having to Say You're Crazy / Amar Significa Nunca Ter de Dizer Que Você é Doida" | Jeff Astrof                           | 18 de novembro de 2009  |
| 76   | 9    | "I Love Woo, I Hate You / Adoro Namorar, Odeio Você"                                               | Jack Burditt                          | 25 de novembro de 2009  |
| 77   | 10   | "Old Christine Meets Young Frankenstein / Velha Christine Encontra Jovem Frankenstein"             | Frank Pines                           | 9 de dezembro de 2009   |
| 78   | 11   | "It's Beginning to Stink a Lot Like Christmas / Péssimo Como o Natal"                              | Sherry Bilsing-Graham & Ellen Kreamer | 16 de dezembro de 2009  |
| 79   | 12   | "Whale of a Tale / Rabo de Baleia"                                                                 | Sherry Bilsing-Graham & Ellen Kreamer | 13 de janeiro de 2010   |
| 80   | 13   | "Truth or Dare / Verdade ou Consequência"                                                          | Jack Burditt                          | 20 de janeiro de 2010   |
| 81   | 14   | "A Family Unfair / Desajuste em Família"                                                           | Jeff Astrof                           | 10 de fevereiro de 2010 |
| 82   | 15   | "Sweet Charity / Doce Caridade"                                                                    | Frank Pines                           | 3 de março de 2010      |
| 83   | 16   | "Somehow Subway / Metrô, de Algum Jeito"                                                           | Amy Iglow & Allan Rice                | 10 de março de 2010     |
| 84   | 17   | "Up In The Airport / No Aeroporto"                                                                 | Sherry Bilsing-Graham & Ellen Kreamer | 7 de abril de 2010      |
| 85   | 18   | "Revenge Makeover / Mudança da Vingança"                                                           | Tricia O'Kelley & Alex Kapp Horner    | 14 de abril de 2010     |
| 86   | 19   | "I Love What You Do For Me / Eu Amo o Que Você Faz Por Mim"                                        | Jack Burditt                          | 21 de abril de 2010     |
| 87   | 20   | "Scream / Gritos"                                                                                  | Jeff Astrof & Matt Goldman            | 5 de maio de 2010       |
| 88   | 21   | "Get Smarter / Fica Esperta"                                                                       | Kari Lizer                            | 12 de maio de 2010      |